# Francouzský expediční sbor na Dálném východě
Francouzský expediční sbor na Dálném východě (francouzsky Corps Expéditionnaire Français en Extrême-Orient, CEFEO) byl koloniální expediční sbor Ozbrojených sil Francie zformovaný původně v roce 1945 ve Francouzské Indočíně za války v Tichomoří. CEFEO později bojoval v Indočínské válce proti osvobozeneckému hnutí Viet Minh a tuto válku prohrál.
Sbor sestával převážně z dobrovolníků pocházejících z francouzských kolonií a ze zemí Francouzské unie, takzvaných tirailleurs. Výjimku tvořily jednotky cizinecké legie, jejichž příslušníky byli převážně evropští dobrovolníci. Používání vojáků z evropského území Francie zakázala během války v Indočíně vláda, aby tak ve Francii snížila odpor proti ní.

## Historie

### Počátky (1943–1945)
V červenci 1943 rozhodl Francouzský výbor národního osvobození v Alžíru o účasti jednotek Svobodné Francie ve válce v Tichomoří. V duchu generála de Gaulla si vytyčil dva cíle: účast ve válce proti Japonsku po boku Spojenců a obnovení svrchovanosti Francie nad jejími indočínskými koloniemi, které Japonci napadli při invazi v roce 1940 a poté během kampaně v roce 1945 zcela zničili francouzskou koloniální správu.

### Válka v Tichomoří (1945)
CEFEO byl vytvořen počátkem roku 1945 s cílem nahradit starší Francouzské expediční síly na Dálném východě (Forces Expéditionnaires Françaises d'Extrême-Orient, FEFEO). Jeho úkolem bylo podporovat velitele Koloniálních francouzských sil v Indočíně generála Gabriela Sabattiera se sídlem v Saigonu a malé skupiny
odporu Sil svobodné Francie zvané Lehké intervenční síly (CLI), které bojovaly s Japonci během kampaně v březnu 1945. Po osvobození Francie a porážce nacistického Německa chtěly francouzské úřady osvobodit poslední území v jihovýchodní Asii okupovaná silami Osy, jako bylo nově utvořené Vietnamské císařství, jež bylo japonskou kolonií. Dne 7. června 1945 byl generál Leclerc, který dosud velel 2. obrněné divizi, jež osvobodila Paříž, navržen na místo velitele CEFEO a 15. srpna 1945 jím byl jmenován. Nicméně téhož dne Japonsko kapitulovalo sraženo na kolena svržením atomových bomb na Hirošimu a Nagasaki 6. a 9. srpna Američany a vyhlášením války Sovětským svazem 8. srpna.
Sbor i jeho velení v té době dlely ještě v Evropě. První expediční síly, jednotky Lehkého intervenčního sboru (Corps léger d'intervention) dorazily do Indočíny až v polovině září a společně s britskými a čínskými vojáky se podílely na odzbrojování japonských jednotek. Většina kontingentu CEFEO se vylodila až počátkem října. Sám generál Leclerc přistál 5. října. Síly expedičního sboru se záhy zapojily do bojů proti Viet Minhu. Pomocníky jim byli příslušníci francouzských komand DGER a britští výsadkáři SOE, kteří tam působili už několik měsíců a při svých akcích využívali pomoci horských Hmongů z Laosu.

### Indočínská válka (1945-1954)
Po skončení japonské okupace Indočíny v roce 1945 se k moci dostali komunisté pod vedením Ho Či Mina, kteří 2. září 1945 vyhlásili vietnamskou nezávislost. Nedokázali však zabránit francouzským snahám o obnovu předválečného koloniálního uspořádání. Francouzi propustili japonské válečné vězně a znovu je vyzbrojili, aby v prvních týdnech konfliktu bojovali na jejich straně. V říjnu 1945 obsadily francouzské oddíly Saigon a pokračovaly dál směrem do delty Mekongu. V listopadu se jim podařilo získat město Haiphong. K otevřenému střetu Francouzů s komunisty došlo 19. prosince 1945. Komunistická Vietnamská lidová armáda neboli Viet Minh, jíž velel generál Vo Nguyen Giap, byla velmi špatně vyzbrojená a neměla dostatek sil, aby se v čelném střetu postavila francouzským jednotkám. Liga za nezávislost Vietnamu proto zvolila strategii partyzánského boje, při níž se bojovníci Viet Minhu snažili využít členitého a neprostupného terénu.
V roce 1946 vypukla nacionalistická vzpoura proti francouzské koloniální nadvládě vedená komunisty. Francouzskou indočínskou federaci tehdy tvořily Francouzský protektorát Laos, Francouzský protektorát Kambodža, Francouzský protektorát Tonkin (severní Vietnam), Francouzský protektorát Annam (střední Vietnam) a Francouzská Kočinčína (jižní Vietnam), která jediná nebyla protektorátem, ale kolonií s hlavním městem Saigonem. V roce 1946 se staly přidruženými státy v rámci Francouzské unie a do roku 1949 se Tonkin, Annam a Kočinčína sloučily do Vietnamského státu.
Komunistická Vietnamská lidová armáda vedená Ho Či Minem si podrobila ostatní nacionalistická hnutí a přeměnila se v partyzánskou armádu používající partyzánský způsob boje, od 50. let vedla válku i konvenčním způsobem. Takzvaná první indočínská válka trvala oficiálně od 20. listopadu 1946 do 20. července 1954. Její boje ukončila Ženevská konference v červenci 1954.

#### První jednotky
Prvním francouzským oddílem, který se vylodil v Saigonu 12. září 1945, byla rota 5. regimentu koloniální pěchoty Lehkého intervenčního sboru, jež dorazila společně s britskými jednotkami generálmajora Graceyho (20. indická divize).
Dne 21. září 1945 bylo osvobozeno 1400 mužů 11. regimentu koloniální pěchoty držených v zajetí od japonského přepadu Indočíny 9. března 1945. Tito muži byli okamžitě znovuvyzbrojeni.
3. října 1945 se v Indočíně vylodilo francouzské komando Ponchardier společně se zbytkem 5. regimentu koloniální pěchoty.
Poté následovala hlavní část sboru v tomto sledu:
- od 15. do 21. října 1945 bojové uskupení 2. obrněné divize pod velením plukovníka Massua (2000 mužů)
- prosinec 1945: 9. divize koloniální pěchoty generála Valluyho a 3. pluk pěchoty cizinecké legie
- konec prosince 1945: Dálněvýchodní brigáda BEO (1200 mužů)
- únor 1946: 3. divize koloniální pěchoty generála Nyoa a 1. výsadkový prapor SAS, velitel major Mollat
- březen 1946: 13. půlbrigáda cizinecké legie
- 19. června 1946: 2. výsadkový prapor SAS pod velením podplukovníka Mollata

### Rozpuštění (1956)
Po podepsání Ženevské konference, která ukončila boje v Indočíně a potvrdila nezávislost Kambodže a Laosu, nastalo oficiální příměří, jež posléze následovalo rozdělení Vietnamu na Ho Či Minovu komunistickou severní Vietnamskou demokratickou republiku a profrancouzskou jižní Vietnamskou republiku. Nicméně evakuace francouzských vojsk z Indočíny započala až 28. dubna 1956. Po odchodu posledních jednotek CEFEO z Vietnamu, Laosu a Kambodže byl sbor 26. dubna 1956 rozpuštěn rozkazem jeho velitele generála Pierra Jacquota.

## Velitelé CEFEO

### Vrchní velitelé
- 15. srpna 1945 – 19. července 1946: generál Leclerc
- 19. července 1946 – únor 1948: generál Valluy
- 10. února 1948 – duben 1948: generál Salan (dočasně)
- duben 1948 – září 1949: generál Blaizot
- září 1949 – prosinec 1950: generál Carpentier
- 6. prosince 1950 – 31. prosince 1951: generál de Lattre (byl též vysokým komisařem)
- 1. ledna 1952 – 27. května 1953 generál Salan[5]
- 8. května 1953 – 8. června 1954: generál Navarre[6]
- 9. června 1954 – červen 1955: generál Ely
- červen 1955 – 26. dubna 1956: generál Jacquot

### Velitelé Tonkinu (severu Vietnamu)
- květen 1947 – únor 1948: generál Salan
- srpen 1948 – září 1949: generál Chanson
- září 1949 – listopad 1950: generál Alessandri
- únor 1951 – květen 1953: generál Linares
- červen 1953 – říjen 1954: generál Cogny

### Velitelé jihu Vietnamu
- prosinec 1946 – únor 1948: generál Nyo
- únor 1948 – září 1949: generál Boyer de la Tour
- září 1949 – červenec 1951: generál Chanson
- září 1951 – červen 1953: generál Bondis

## Složení sboru
CEFEO tvořily jednotky z celé Francouzské unie, jimž pomáhaly jednotky z Francouzské Indočíny. V roce 1954 čítal sbor 177 000 mužů, z toho 59 000 Indočíňanů. Velmi důležitou složku sboru tvořili koloniální vojáci. V letech 1947 až 1954 přistálo v Indočíně 122 900 Severoafričanů z Maghrebu a 60 340 vojáků z ostatních částí Afriky, celkem tedy 183 240 Afričanů. K 1. únoru 1954 představovali 43,5 % z 127 785 mužů pozemních sil (bez Indočíňanů).
Od září 1945 do příměří v červenci 1954 přistálo v Indočíně  488 560 mužů a žen, z toho:
- 223 467 Francouzů z evropského území Francie
- 122 920 Alžířanů, Tunisanů nebo Maročanů
- 72 833 příslušníků cizinecké legie
- 60 340 Afričanů

K tomu je třeba připočítat asi 8000 vojáků, kteří byli drženi v zajetí od japonského přepadu Indočíny 9. března 1945 a kteří byli po svém osvobození opětovně vyzbrojeni a vysláni do bojů.

## Statistiky

### Materiál
Po čtyřech letech americké vojenské pomoci měla CEFEO v roce 1954 k dispozici 452 tanků a stíhačů tanků a 1985 obrněných, polopásových a obojživelných vozidel.
Tato tabulka ukazuje vývoj výzbroje CEFEO:
| Typ výzbroje                           | 1945 | 1947 | 1948 | 1950 | 1951  | 1954  |
| -------------------------------------- | ---- | ---- | ---- | ---- | ----- | ----- |
| Vozidla průzkumu                       | 40   | 140  | 208  | 253  | 191   | 103   |
| Obrněné automobily                     | 19   | 376  | 224  | 225  | 225   | 227   |
| Tanky                                  | 47   | -    | 21   | 26   | 104   | 204   |
| Houfnice                               | 9    | 64   | 32   | 73   | 82    | 73    |
| Polopásová vozidla a Universal Carrier | 28   | 183  | 179  | 207  | 422   | 468   |
| Hlídkové čluny                         | -    | -    | -    | 36   | 42    | 80    |
| Obojživelná vozidla                    | -    | -    | -    | 136  | 169   | 230   |
| Celkem                                 | 143  | 763  | 664  | 956  | 1 234 | 1 385 |

### Celkové ztráty v průběhu konfliktu
Kniha Guerre d'Indochine (Indočínská válka) odhaduje počet zabitých a pohřešovaných, s výjimkou Indočíňanů, na 47 674 mužů. Jejich rozdělení je následující:
| Původ                                | Zabití | Procento |
| Francouzi z evropského území Francie | 20,524 | 43 %     |
| Severoafričané                       | 12,256 | 26 %     |
| Příslušníci cizinecké legie          | 11,493 | 24 %     |
| Afričané                             | 3,401  | 7 %      |
| Celkem                               | 47,674 | 100 %    |

Historik Jacques Dalloz uvádí celkovou ztrátu CEFEO ve výši 37 800 mužů. s následujícím rozdělením:
| Původ                                | Zabití | Procento |
| Francouzi z evropského území Francie | 18 000 | 48 %     |
| Severoafričané                       | 8 000  | 21 %     |
| Příslušníci cizinecké legie          | 9 000  | 24 %     |
| Afričané                             | 2,800  | 7 %      |
| Celkem                               | 37 800 | 100 %    |

### Složení příslušníků sboru

#### Roky 1946–1949
| Původ                                | Čísla   | Procento |
| Francouzi z evropského území Francie | 43,700  | 38 %     |
| Severoafričané                       | 13 800  | 12 %     |
| Afričané                             | 8,050   | 7 %      |
| Indočíňané                           | 35 650  | 31 %     |
| Příslušníci cizinecké legie          | 13 800  | 12 %     |
| Celkem                               | 115 000 | 100 %    |

#### Rok 1954
K 1. únoru 1954 tvořili afričtí vojáci sloužící v CEFEO 43,5 % ze 127 785 mužů pozemních sil sboru (bez Indočíňanů).
Historik Maurice Vaïsse uvedl v červnu 1954 následující čísla:
| Původ                                | Čísla   | Procento |
| Indočíňané                           | 59 000  | 33 %     |
| Francouzi z evropského území Francie | 50 000  | 28 %     |
| Severoafričané                       | 35 000  | 20 %     |
| Afričané                             | 19 000  | 11 %     |
| Příslušníci cizinecké legie          | 14 000  | 8 %      |
| Celkem                               | 177 000 | 100 %    |

## Osobnosti, které sloužily v CEFEO v Indočíně
- Jean Gilles, sborový generál, velitel výsadkových jednotek
- Jacques Massu, armádní generál
- Marcel Bigeard, sborový generál
- Roger Trinquier, plukovník
- Jean Sassi, plukovník
- Pierre Schoendoerffer, válečný korespondent, kameraman, režisér a spisovatel
- Raoul Coutard, kameraman
- Georget Bernier, humorista a spoluzakladatel satirického časopisu Hara-Kiri
- Mohamed Oufkir, marocký generál a politik